# Celia Adler
Pour les articles homonymes, voir Adler.
Celia Adler est une actrice américaine née Celia Feinman Adler le 6 décembre 1889 à New York et morte le 31 janvier 1979. Elle est connue comme la First lady of the Yiddish Theatre.

## Biographie
Elle est la fille de Jacob Pavlovitch Adler et Dinah Shtettin (en), grande demi-sœur de Stella Adler et Luther Adler et cinq autres enfants de son père. N'aimant pas Stella et Luther dont les films devinrent très connus à New York, Celia fut toujours une actrice stagiaire.

## Filmographie

### Cinéma
- 1937 : Where Is My Child? : Esther Liebman
- 1948 : La Cité sans voiles : Dress Shop Proprietress (non créditée)

### Télévision

#### Séries télévisées
- 1952 : Broadway Television Theatre : Mary Dale
- 1954 : The Goldbergs : Masha Kugelmas
- 1961 : Naked City : Old Woman